# Машанейшвили, Мария Дианозовна
Мария Дианозовна Машанейшвили (1913 год, Багдати, Кутаисская губерния, Российская империя — 2007 год, Багдати, Грузия) — колхозница колхоза посёлка Маяковский Маяковского района, Грузинская ССР. Герой Социалистического Труда (1966).

## Биография
Родилась в 1913 году в крестьянской семье в селении Багдати (с 1940 года — Маяковский). После получения начального образования трудилась в сельском хозяйстве. В послевоенные годы трудилась на виноградниках местного колхоза посёлка Маяковский Маяковского района.
Ежегодно показывала высокие результаты в виноградарстве. Досрочно выполнила личные социалистические обязательства и плановые задания Семилетки (1959—1965). Указом Президиума Верховного Совета СССР от 2 апреля 1966 года удостоена звания Героя Социалистического Труда за «достигнутые успехи в развитии сельского хозяйства, промышленности и науки Грузинской ССР» с вручением ордена Ленина и золотой медали «Серп и Молот» (№ 10870).
После выхода на пенсию проживала в родном посёлке Маяковский (с 1981 года — город). С 1969 года — персональный пенсионер союзного значения. Дата смерти не установлена.